# 鲈鲤
鲈鲤（学名：Percocypris pingi）为輻鰭魚綱鯉形目鲤科鲈鲤属的鱼类。分布于中国长江上游及其支流、云南澜沧江水系和抚仙湖等，體長可達44公分。该物种的模式产地在四川。

## 亚种
- 鲈鲤指名亚种（学名：Percocypris pingi pingi），Tchang于1930年以其导师秉志（Chih Ping）命名；俗名金沙鲈鲤、青脖、花鱼、江、花脖。在中国，分布于长江上游及其支流等，多生活于幼鱼多在支流或干流的沿岸以及成鱼在大水面游弋。该物种的模式产地在四川。[2]
- 花鲈鲤（学名：Percocypris pingi regani），Tchang于1935年命名，俗名花鱼。在中国，分布于抚仙湖、南盘江等，多见于湖中敞水区。该物种的模式产地在云南抚仙湖。[3]
- 后背鲈鲤（学名：Percocypris pingi retrodorslis），Cui & Chu于1990年命名。在中国，分布于云南省维西、六库、漾濞、云县等。该物种的模式产地在云南漾濞、维西、六库、云县。[4]

## 扩展阅读
- Froese, R. & Pauly, D. (eds.) (2011). Percocypris pingi. FishBase. Version 2011-12.

 維基物種上的相關：鲈鲤